# Центральне Представництво Української Еміграції в Німеччині
Центральне Представництво Української Еміграції в Німеччині (ЦПУЕ / ЦПУЕН) — українська організація, яка була створена у Західній Німеччині після Другої світової війни (у 1945 році), і діяльність якої стала важливим етапом згуртування українців, що опинились на території післявоєнної Німеччини. Це був спільний проєкт УНДО, ОУН (б), ОУН (м), та прихильників гетьмана.

## Історія
30 жовтня — 1 листопада 1945 року на з'їзді за участю 142 делегатів в Ашафенбурзі було засновано Центральне Представництво Української Еміграції (ЦПУЕ). На чолі організації мала стати Головна Рада, Головна Управа, Централя.
II з'їзд відбувся 8—11 травня 1947 року в Реґенсбурзі, а продовжився 14—16 листопада 1947 року в Діліннґені. За даними ЦПУЕН (так із часом стала називатись організація), станом на кінець 1946 року, на Заході й Півдні Німеччини перебували 177 тис. українців, найбільше — в Баварії.
Далі був масовий виїзд в інші країни Західної Європи, в Північну Америку й Австралію. Наприкінці 1950-х років українські організації нараховували близько 17 тис. дійсних членів.
Головами управи в різні роки були: Василь Мудрий, Іван Вовчук, Юрій Студинський, Василь Плющ, Ярослав Бенцаль, Антін Мельник.
Наприкінці 1967 року відбувся Світовий Конгрес Вільних Українців. На цьому зібранні йшлося про створення секретаріату СКВУ. У ньому взяли участь і представники ЦПУЕН.
У 1980 році за даними ЦПУЕН, налічувалося близько 3,500 членів організації, у 1995 — близько 4,5 тис. зареєстрованих членів в ФРН[джерело?].
Оргназація припинила своє існування у Мюнхені, в 2004 році.

## Спадок
Організацією — продовжувачкою традицій із репрезентації українських товариств у Федеративній Республіці Німеччини стало Об'єднання українських організацій у Німеччині (ОУОН), Установчі збори якого відбулись 6 та 7 жовтня 2012 року у столиці Німеччини, м. Берлін.